# Tchyhyryne
Tchyhyryne (en ukrainien : Чигирин) ou Tchiguirine (en russe : Чигирин ; en polonais : Czehryń) est une ville de l'oblast de Tcherkassy, en Ukraine. Sa population s'élevait à 8 664 habitants en 2021.

## Géographie

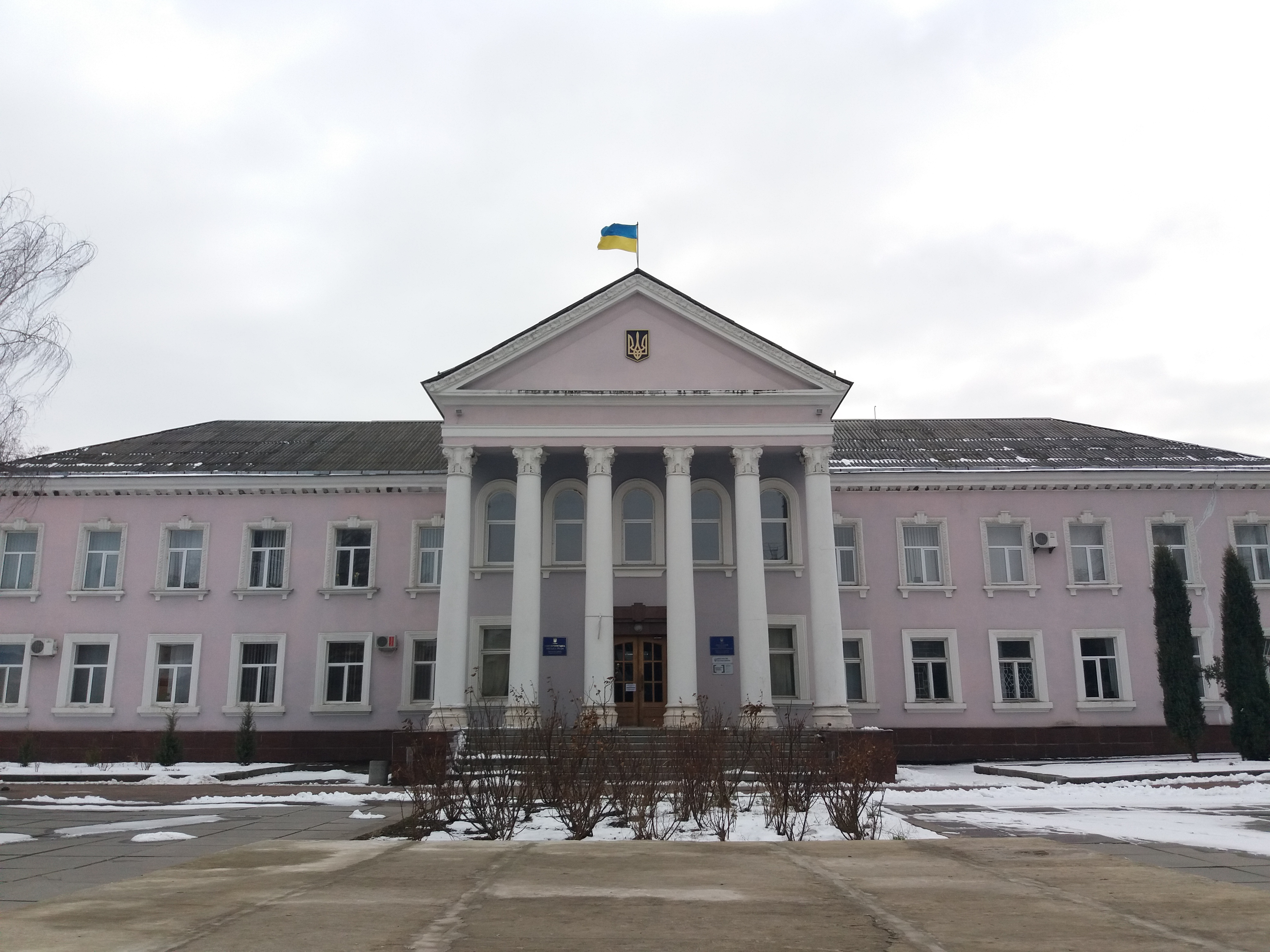
L'hôtel de ville.

Tchyhyryne est traversée par la rivière Tiasmyn, près de son point de confluence avec le réservoir de Krementchouk. Elle se trouve à 57 km au sud-est de Tcherkassy et proche du parc national de Kholodny Yar.

## Histoire
Entre 1320 et 1569 la région de Tchyhyryne faisait partie du  Grand-duché de Lituanie. Elle fut cédée à l'Union de Pologne-Lituanie (et incorporée au voïvodat de  Kijów de la  Couronne polonaise) dès avant l'union de Lublin. Elle se vit accorder l'autonomie urbaine — droits de Magdebourg — en 1592 par Sigismond III Vasa.
Tchyhyryne est d'abord citée comme un quartier d'hiver fortifié des  Cosaques. En 1638, Bogdan Khmelnitski devient son starosta (dirigeant régional) et en 1648  elle devient la résidence officielle du  hetman nouvellement élu et la capitale de l'état cosaque, le sitch zaporogue.
En 1660, la capitale est transférée à Batourine, et après qu'elle eut été ravagée par les Turcs lors de la Guerre russo-turque de 1676-1681  la ville perd graduellement de son importance. Elle reste le siège du régiment de Tchyhyryne jusqu'en 1712. Après avoir été absorbée par l'Empire russe en 1793, elle est incorporée dans le gouvernement de Kiev.
Le monastère de la Trinité, construit près de Tchyhyryne en 1627, est par la suite détruit par les autorités soviétiques. Les  autres bâtiments historiques comme l'hôtel de ville ou le palais de Khmelnitski n'ont pas survécu et il ne subsiste aujourd'hui que des vestiges des fortifications.

## Population
Recensements (*) ou estimations de la population :
| 1897* | 1923* | 1926* | 1959* | 1970*  | 1979*  | 1989*  |
| ----- | ----- | ----- | ----- | ------ | ------ | ------ |
| 9 872 | 7 362 | 7 960 | 8 612 | 10 534 | 12 038 | 12 853 |

| 2001*  | 2010  | 2011  | 2012  | 2013  | 2014  | 2015  |
| ------ | ----- | ----- | ----- | ----- | ----- | ----- |
| 11 960 | 9 964 | 9 747 | 9 568 | 9 371 | 9 258 | 9 100 |

| 2016  | 2017  | 2018  | 2019  | 2020  | 2021  | - |
| ----- | ----- | ----- | ----- | ----- | ----- | - |
| 8 962 | 8 995 | 8 749 | 8 658 | 8 655 | 8 664 | - |

## Économie
Tchyhyryne compte des unités industrielles modestes, comme des usines agroalimentaires ou des fabriques de meubles.

## Jumelages
- Sebastopol (États-Unis)

## Personnalités
- Kateryna Iouchtchenko (1919-2001) y est née.
- Iouri Davydov (1876-1965) militaire russe y est mort

## Culture
La réserve nationale historique et naturelle de Tchyhyrine, le musée Bogdan Khmelnitski.

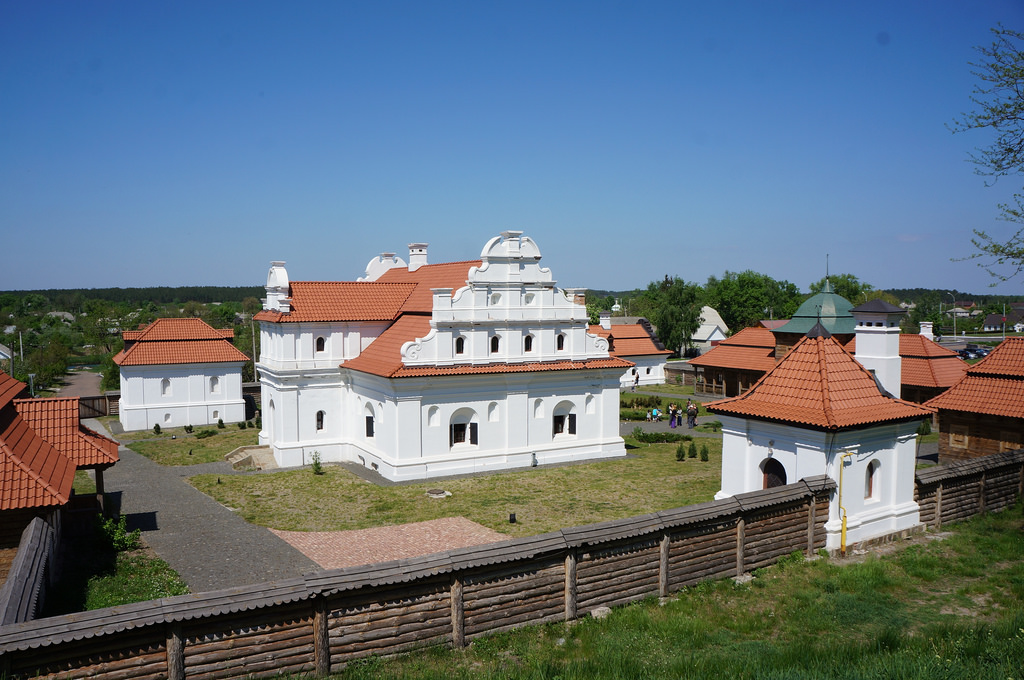
Demeure de Bogadan Khmelnytsky,
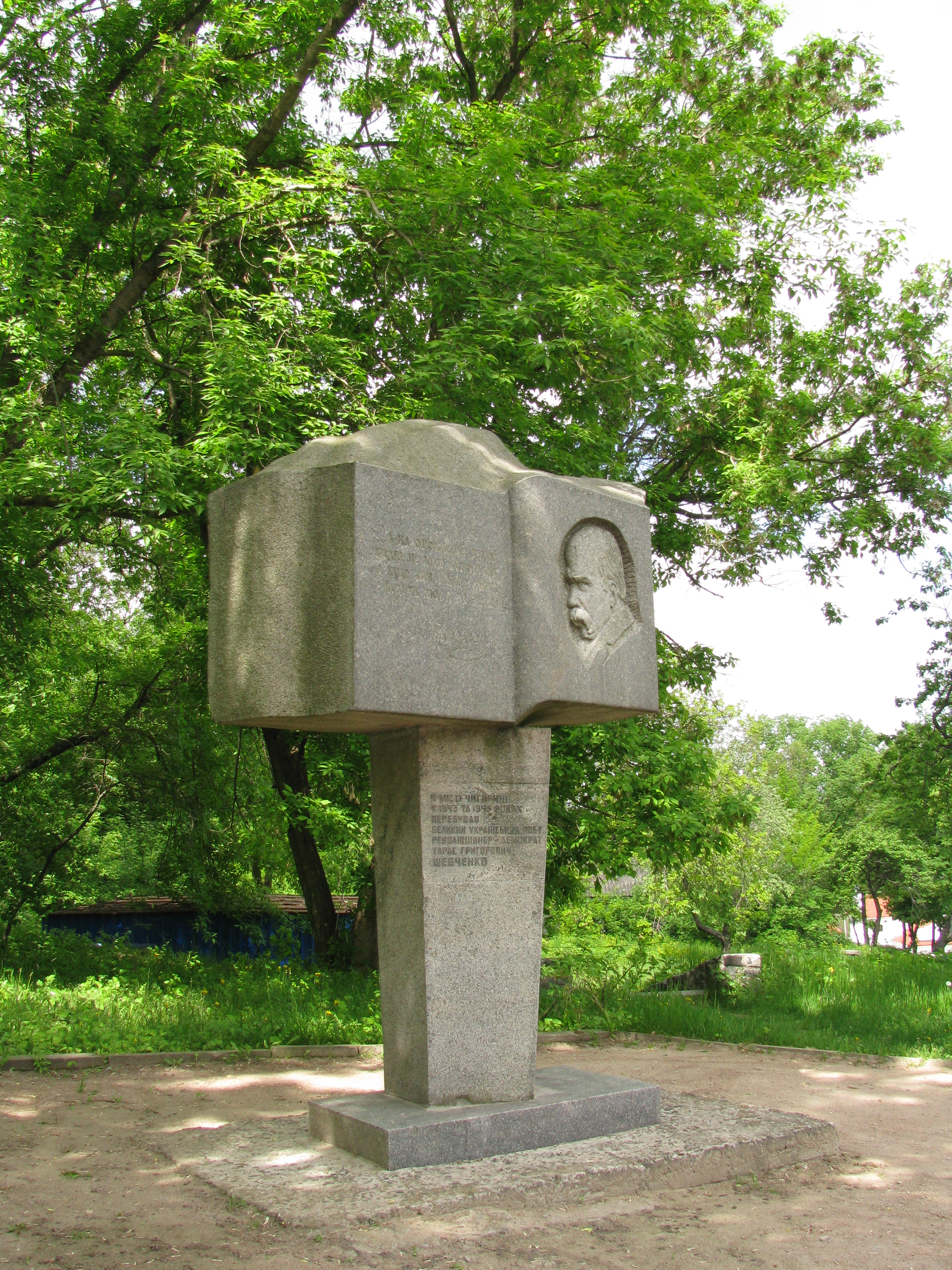
monument à Taras Chevtchenko classé
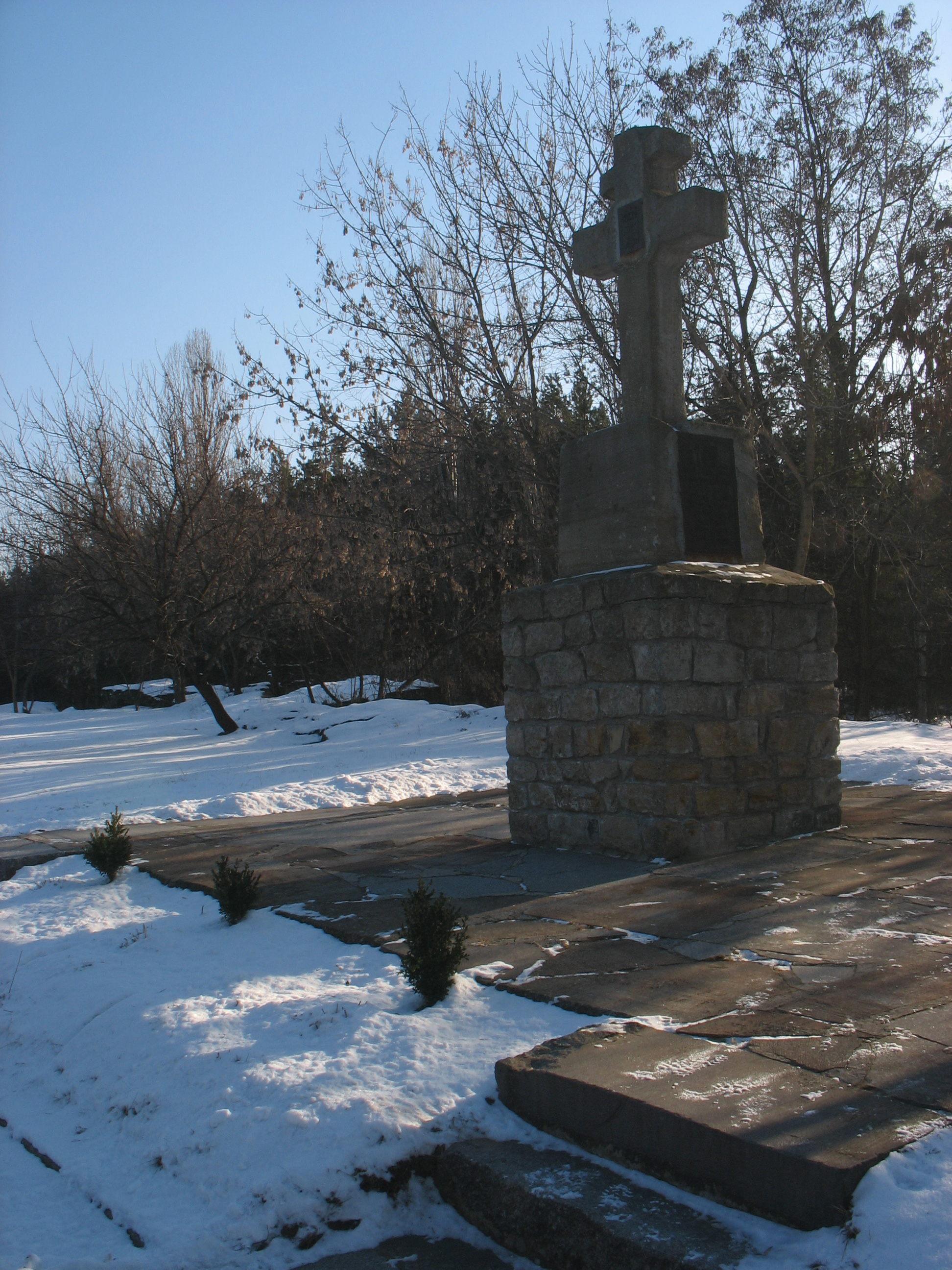
mémorial du combat contre les polonais et les turcs classé
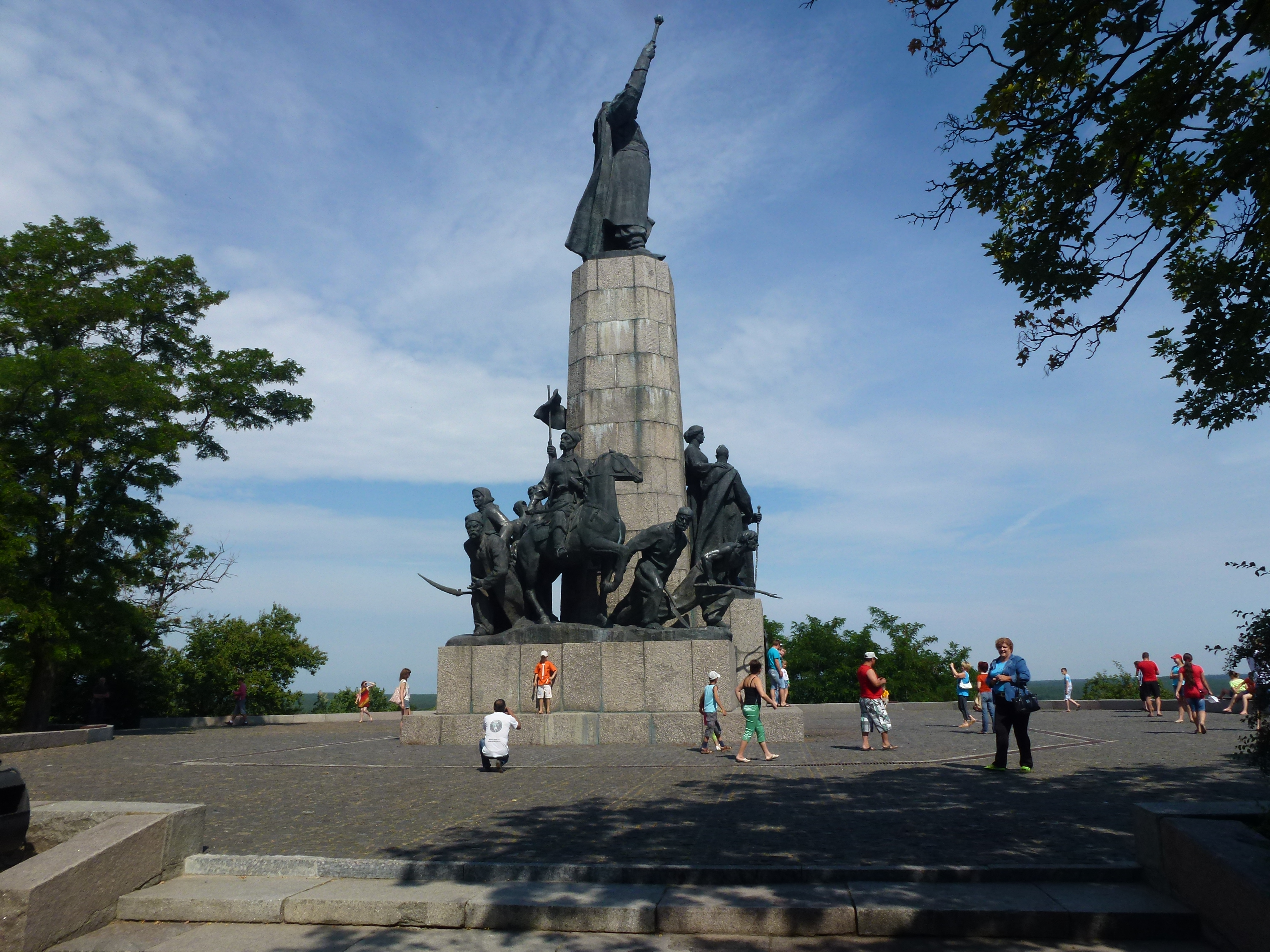
monument à Bohdan Khmelnytsky classé
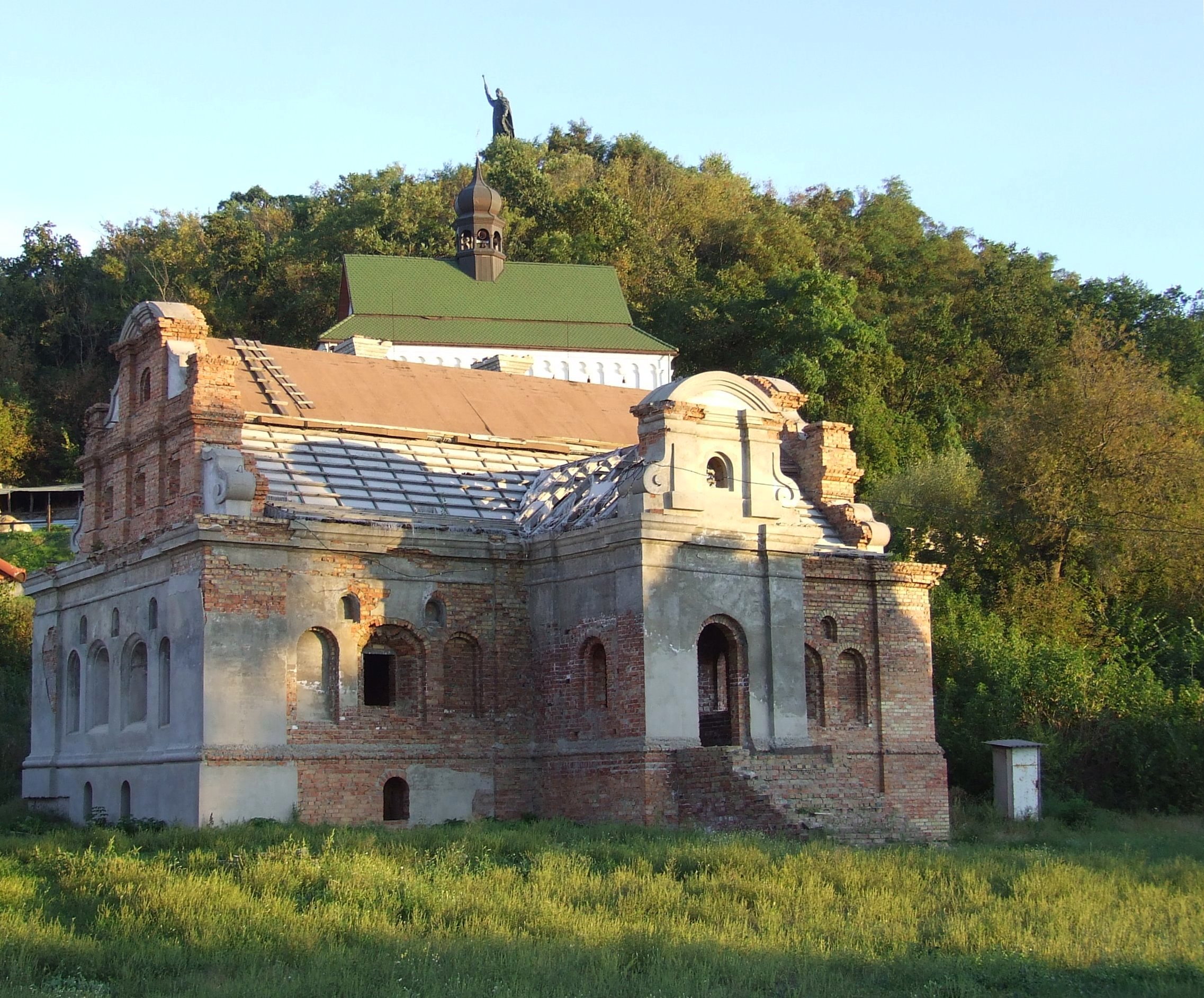
l'église de la forteresse classé
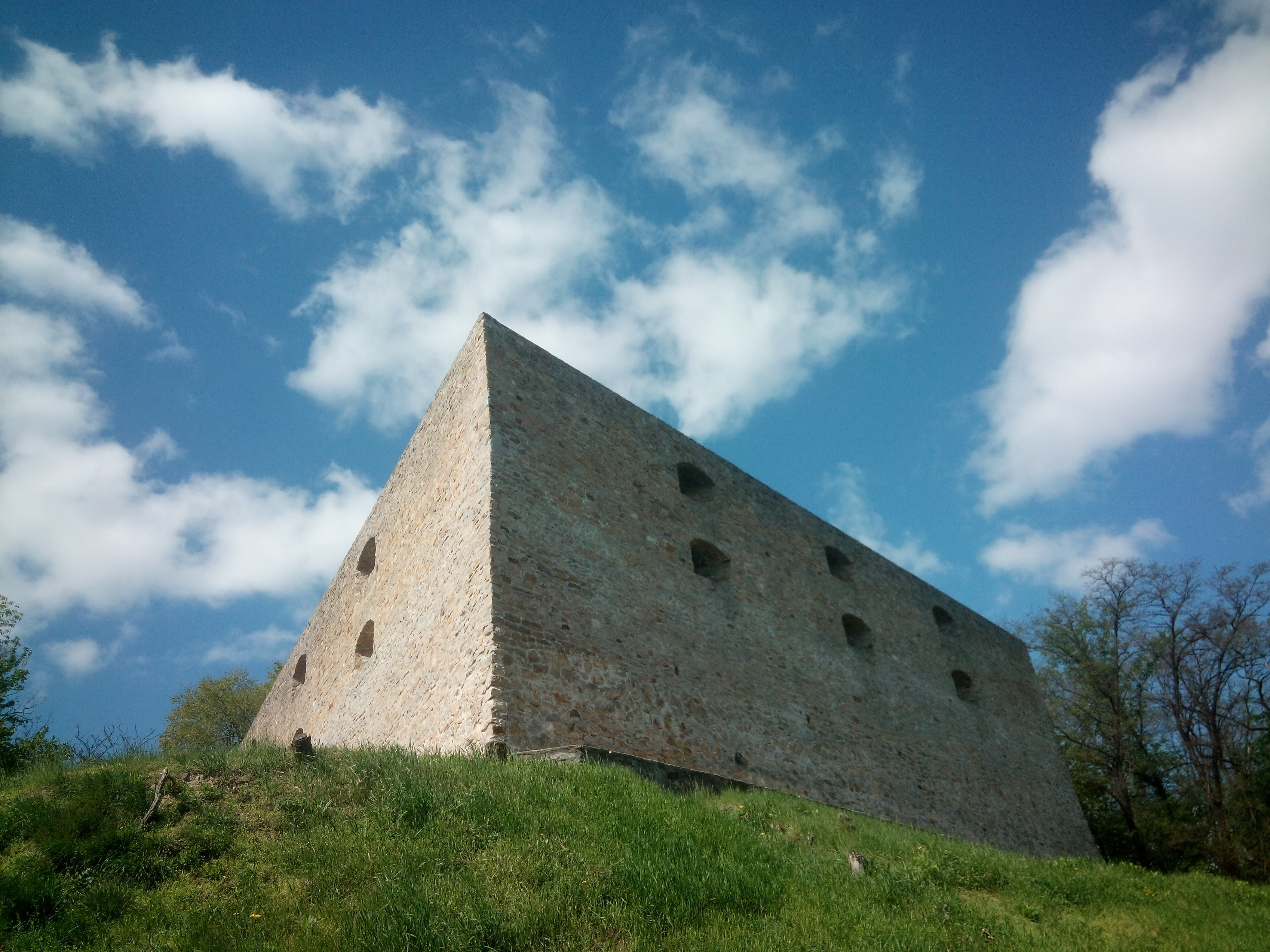
bastion de la colline du château classé[6].
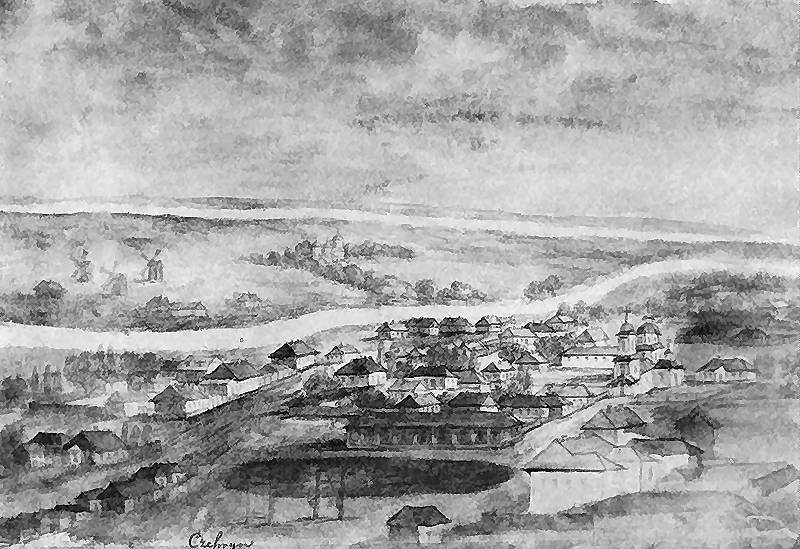
La ville par Napoleon Orda vers 1873.
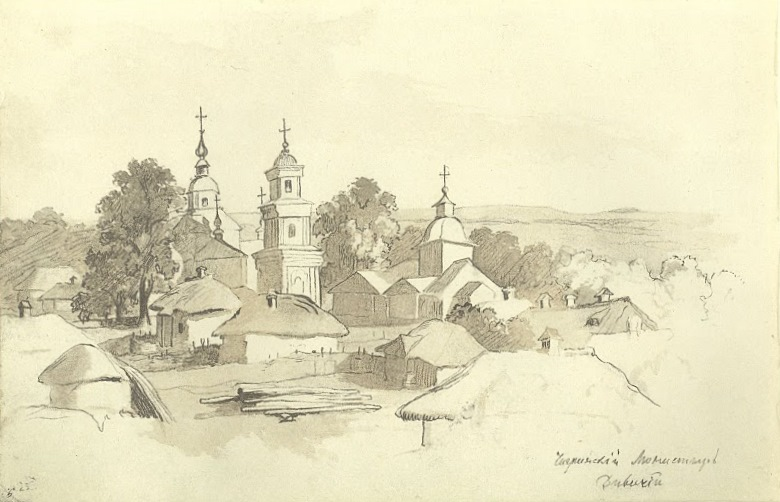
Par Taras Chevtchenko vers 1845.